# Dehlitz
Dehlitz là một đô thị thuộc huyện Burgenland, bang Sachsen-Anhalt, Đức. Đô thị Dehlitz có diện tích 7,16 km², dân số thời điểm ngày 31 tháng 12 năm 2006 là 574 người.